# Альбірео
Альбірео або β Лебедя (β Cyg, β Cygni) — це п'ята за яскравістю зоря в сузір'ї Лебедя. Попри Байєрівське позначення β, вона тьмяніша, ніж наступні за абеткою γ, δ та ε. Для неозброєного ока вона видається єдиною зорею зоряної величини +3, але в телескопі навіть невеликого збільшення вона розпадається на дві зорі. Яскрава жовта зоря (яка сама є дуже тісною подвійною системою) має разючий контраст із тьмянішим блакитним супутником.

## Візуально-подвійна зоря
Альбірео розташований приблизно за 430 світлових років від Землі. Альбірео A (бурштинового кольору, видима зоряна величина +3,1) і Альбірео B (блакитно-зеленого кольору, видима зоряна величина +5,1). Відділені 35 кутовими секундами, ці два компоненти формують одну з найбільш контрастних подвійних зір у небі: їхні кольори сильно відрізняються один від одного.
На цей час невідомо, чи ці два компоненти візуально-подвійної зорі обертаються навколо один одного у фізичний подвійній системі. Якщо це так, то їх орбітальний період становить не менше 100 000 років.

## Альбірео A
Коли β Лебедя A спостерігали в складі Меморіального проєкту Генрі Дрейпера наприкінці XIX століття, виявилося, що її спектр є складеним, що вказувало на подвійність зорі. Це припущення підтверджувалося спостереженнями з 1898 по 1918 рр., які показали, що β Лебедя А мала різну радіальну швидкість.
У 1923 році компоненти, які тепер називаються Альбірео Аа і Альбірео Ас, були позначені в каталозі Генрі Дрейпера як HD 183912 і HD 183913 відповідно. У 1976 році для отримання розділення пари цих зір була використана спекл-інтерферометрія на 2,1-метровому телескопі обсерваторії Кітт-Пік. Зоря також включена до Вашингтонського каталогу парних зір. Відтоді орбіта двох компонентів була розрахована з використанням інтерферометричних вимірювань, але оскільки на цей час спостережено лише близько чверті орбіти, її параметри повинні розглядатися як попередні. Період цієї орбіти становить 213 років. Поточна кутова відстань між компонентами становить близько 0,4 кутових секунди. Це надто близько, щоб розрізняти їх візуально: для цього потрібні інструменти з апертурою не менше 20" у виключно стабільних атмосферних умовах.

## Альбірео B
Альбірео B — Be-зоря, яка швидко обертається (екваторіальна швидкість обертання не менше 250 км/с). Температура її поверхні була оцінена спектроскопічно приблизно у 13 200 К.

## Назва й етимологія
Оскільки Альбірео розташована в голові Лебедя, її  іноді називають «зоря дзьоба». Разом із Денебом, Садром, Дельтою Лебедя й Дженахом зоря утворює астеризм під назвою Північний хрест.
Середньовічні арабські астрономи називали Альбірео minqār al-dajāja (букв.: дзьоб курки). Її поточне ім'я є результатом нерозуміння й низки неправильних перекладів. Вважається, що воно виникло від грецької назви ornis для сузір'я Лебедя, який арабською став urnis. Під час перекладу латинською вважалося, що назва стосувалася рослини сухоребрик лікарський, і тому вона була перекладена латинською назвою цієї рослини — ireo. Фраза ab ireo згодом розглядалася як помилка при написі арабського терміна і була вправлена на al-bireo.
Термін minqār al-dajāja (араб. منقار الدجاجة) або Menchir al Dedjadjet з'явився в каталозі зір Calendarium of Al Achsasi Al Mouakket, де був перекладений на латинь як Rostrum Gallinǣ — тобто «курячий дзьоб».

## Нотатки
1. 1 2 3  Первинний і вторинний компоненти формально мають різні паралакси Гіппаркоса. Вважається, що два компоненти фізично пов'язані, отже, мають бути розташовані поряд (тобто, на однаковій відстані від Землі за астрономічними мірками). Це означає, що один (або й обидва) паралакси можуть бути неточними